# مردگان پیراهن راه‌راه نمی‌پوشند
مردگان پیراهن راه راه نمی‌پوشند (به انگلیسی: Dead Men Don't Wear Plaid) فیلمی ۸۸ دقیقه‌ای به کارگردانی کارل راینر با بازی استیو مارتین محصول کشور ایالات متحده آمریکا است.